# 小行星8101
小行星8101（英語：8101 Yasue）是一颗围绕太阳公转的小行星。1993年12月15日，小林隆男在大泉町发现了此天体。
这颗小行星的绝对星等为320.281158733451等。